# Philippe Pradayrol
Philippe Pradayrol (* 16. Juni 1966 in Avignon; † 8. Dezember 1993 im Département Bouches-du-Rhône) war ein französischer Judoka. Er war Europameister 1990 und 1991.

## Sportliche Karriere
Der 1,70 m große Philippe Pradayrol kämpfte im Superleichtgewicht, der Gewichtsklasse bis 60 Kilogramm. 1986 war er Junioreneuropameister, im Jahr darauf war er Dritter der Militärweltmeisterschaften. 1988 gewann er das Tournoi de Paris. 1988 und 1989 war er französischer Meister. Bei den Europameisterschaften 1989 in Helsinki bezwang er im Viertelfinale den Ungarn József Wágner. Nach seiner Halbfinalniederlage gegen Amiran Totikaschwili aus der Sowjetunion bezwang er im Kampf um eine Bronzemedaille den Israeli Shuki Koaz. Zwei Monate später gewann Pradayrol eine Bronzemedaille bei den Militärweltmeisterschaften. Im Oktober 1989 schied er bei den Weltmeisterschaften in Belgrad im Achtelfinale gegen den Italiener Marino Cattedra aus.
1990 unterlag er im Finale des Tournoi de Paris dem Japaner Hitoshi Noguchi. Bei den Europameisterschaften 1990 in Frankfurt am Main besiegte er im Viertelfinale den Schweizer Serge Noble und im Halbfinale den Deutschen Richard Trautmann. Seinen ersten Europameistertitel gewann Pradayrol gegen den Briten Nigel Donohue. Ein Jahr später bei den Europameisterschaften 1991 in Prag siegte er im Halbfinale gegen Ruslan Gamsatow aus der Sowjetunion und im Finale gegen den Polen Piotr Kamrowski. Bei den Weltmeisterschaften 1991 in Barcelona besiegte er im Viertelfinale Manfred Hiptmaier aus Österreich. Nach seiner Halbfinalniederlage gegen den Südkoreaner Yoon Hyun gewann Pradayrol den Kampf um Bronze gegen den Chinesen Chen Cailiang.
1992 unterlag er im Finale des Tournoi de Paris dem Italiener Girolamo Giovinazzo. Bei den Europameisterschaften 1992 in Paris bezwang er im Viertelfinale den Spanier Carlos Sotillo und im Halbfinale Nigel Donohue. Das Finale verlor er gegen den für die Gemeinschaft unabhängiger Staaten antretenden Nazim Hüseynov. Drei Monate später fand in Barcelona das Olympie Judoturnier statt. Pradayrol gewann seine ersten drei Kämpfe und unterlag dann im Viertelfinale Richard Trautmann. In der Hoffnungsrunde besiegte er den Kanadier Ewan Beaton und den Venezolaner Willis García, den Kampf um Bronze verlor er gegen den Japaner Tadanori Koshino. Drei seiner fünf Siege erreichte Pradayrol vorzeitig durch Ippon, beide Niederlagen erfolgten ebenfalls durch Ippon. 1993 belegte Pradayrol den siebten Platz bei den Weltmeisterschaften in Hamilton. Am 5. Dezember 1993 belegte er den dritten Platz bei den französischen Meisterschaften im Halbleichtgewicht. Drei Tage später starb er bei einem Verkehrsunfall.